# Лаго деле Ламе (Ђенова)
Лаго деле Ламе је насеље у Италији у округу Ђенова, региону Лигурија.
Према процени из 2011. у насељу је живело 5 становника. Насеље се налази на надморској висини од 1046 м.